# In Plain Sight – In der Schusslinie
In Plain Sight – In der Schusslinie ist eine US-amerikanische Fernsehserie, die zwischen dem 1. Juni 2008 und dem 4. Mai 2012 in den USA beim Kabelsender USA Network zu sehen war. Durch ein Crossover mit der Serie Criminal Intent gehört die Serie zum Law-&-Order-Universum.

## Handlung
Mary arbeitet als Deputy US Marshal. Im Rahmen des US-Zeugenschutzprogramms ist es ihre Aufgabe, wichtige Zeugen der Justiz zu beschützen, ihnen zu neuen Identitäten zu verhelfen und sie vor möglichen Gefahren zu schützen. Unterstützt wird sie dabei von ihrem Kollegen Marshall Mann. Während Mary ihr eigenes Privatleben kaum im Griff hat, muss sie das Leben ihr fremder Menschen neu ordnen.

## Besetzung
Die Serie wurde bei Dubbing Brothers Germany vertont. Maren Rainer und Mike Betz schrieben die Dialogbücher, Stephan Kleinschmidt, Michael Brennicke und Betz führten die Dialogregie.
| Rolle                             | Schauspieler          | Synchronsprecher   | Hauptrolle | Nebenrolle                 |
| --------------------------------- | --------------------- | ------------------ | ---------- | -------------------------- |
| Inspector Mary Shannon            | Mary McCormack        | Carin C. Tietze    | 1.01–5.08  |                            |
| Inspector Marshall Mann           | Fred Weller           | Philipp Moog       | 1.01–5.08  |                            |
| Brandi Shannon                    | Nichole Hiltz         | Maren Rainer       | 1.01–5.08  |                            |
| Jinx Shannon                      | Lesley Ann Warren     | Viktoria Brams     | 1.01–2.15  | 3.01–5.08                  |
| Chief Inspector Stan McQueen      | Paul Ben-Victor       | Gudo Hoegel        | 2.01–5.08  | 1.01–1.12                  |
| Raphael Ramirez                   | Cristián de la Fuente | Manou Lubowski     | 2.01–2.15  | 1.01–1.12, 3.01–3.15, 5.05 |
| Detective Robert Dershowitz       | Todd Williams         | Ole Pfennig        | 1.01–2.15  |                            |
| Peter Alpert                      | Joshua Malina         | Stefan Krause      |            | 2.03–5.08                  |
| FBI Special Agent Mike Faber      | Steven Weber          | Marcus Off         |            | 3.04–5.08                  |
| Scott Griffin                     | Aaron Ashmore         | Julian Manuel      |            | 3.08–5.08                  |
| FBI Special Agent Robert O’Connor | Will McCormack        | Torben Liebrecht   |            | 1.11–2.09, 5.06–5.07       |
| Officer Manager Eleanor Prince    | Holly Maples          | Elisabeth von Koch |            | 2.01–2.15                  |

## Ausstrahlung

### Vereinigte Staaten
In den USA ist die Serie beim Kabelsender USA Network zu sehen. Dieser strahlt die Dramaserie in den Sommermonaten jeden Jahres aus. Die erste Staffel lief vom 1. Juni 2008 bis zum 27. August 2008, die zweite Staffel vom 19. April 2009 bis zum 9. August 2009. Am 2. August 2009 verlängerte USA Network die Serie für eine dritte Staffel, die vom 31. März 2010 bis zum 30. Juni 2010 ausgestrahlt wurde.
Am 28. Juli verlängerte USA Network die Serie um zwei weitere Staffeln. Die vierte Staffel wurde vom 1. Mai bis zum 7. August 2011 ausgestrahlt. Die am 16. März 2012 gestartete fünfte Staffel ist zugleich auch die letzte Staffel der Serie. Das Serienfinale wurde am 4. Mai 2012 erstmals gezeigt.

### Deutschland
In Deutschland ist die Serie beim Free-TV-Sender ZDFneo und auf dem Pay-TV-Sender 13th Street zu sehen. ZDFneo strahlte die erste Staffel vom 3. November 2009 bis zum 19. Januar 2010 immer dienstags um 22:30 Uhr aus. Die zweite Staffel war zwischen dem 26. Januar und dem 4. Mai 2010 auf ZDFneo zu sehen. Da die Serie auf ZDfneo überdurchschnittlich gute Quoten holte, wurde sie vom 2. März samstags gegen 02:30 Uhr auch beim ZDF gesendet. Die Erstausstrahlungen fanden aber weiterhin auf ZDFneo statt.
Die dritte Staffel war ab dem 2. Mai 2011 auf dem Sender 13th Street zu sehen, während die Ausstrahlung der vierten Staffel dort am 7. Juni 2012 begann. Die fünfte Staffel wurde vom 12. September bis zum 3. Oktober 2013 auf dem Sender ausgestrahlt.

### Schweiz
In der Schweiz ist die Serie auf 3+ zu sehen. Dieser strahlte die erste Staffel bis auf die letzte Folge vom 10. Oktober bis zum 21. Dezember 2009 aus. Erst bei der Wiederholung der ersten Staffel im Oktober/November 2010 wurde am 20. November 2010 die letzte Folge der ersten Staffel ausgestrahlt.

### Österreich
In Österreich ist die Serie auf ORF eins zu sehen. Vom 9. Juni bis zum 4. August 2010 wurden die ersten acht Folgen der ersten Staffel ausgestrahlt. Vom 3. Januar bis zum 17. Januar 2013 wurden die restlichen vier Folgen gezeigt; der Sendeplatz lag in der Nacht von Mittwoch auf Donnerstag. Auf diesem Sendeplatz strahlte der Sender vom 24. Januar bis zum 9. Mai 2013 auch die zweite Staffel aus.

## DVD-Veröffentlichung
Deutschland
- Staffel 1 erschien am 5. Mai 2011
- Staffel 2 erschien am 10. April 2014